# VistaVision

Marchio del VistaVision in apertura del film Caccia al ladro di Alfred Hitchcock

VistaVision è un formato cinematografico a 35 mm e schermo panoramico introdotto negli anni cinquanta dalla Paramount (il primo film in VistaVision, Bianco Natale, è del 1954) in alternativa al CinemaScope.
Con l'avvento del cinema sonoro con colonna sonora ottica registrata sulla pellicola, le dimensioni del fotogramma su pellicola a 35 mm erano state standardizzate in 22 mm x 16 mm, cioè il cosiddetto formato Academy Standard, con un rapporto larghezza-altezza di circa 1,37 o, in altre parole, di 1,37:1.
Per poter proiettare su schermi "panoramici" (cioè con un rapporto larghezza-altezza che andò progressivamente crescendo a 1,66:1, 1,85:1, 2:1), vennero studiati diversi procedimenti, che si possono classificare in tre categorie: procedimenti a più pellicole (come il Cinerama a tre pellicole), procedimenti basati sull'anamorfosi, come il CinemaScope o l'anamorfico della Panavision, e procedimenti basati sull'uso di negativi a maggior potere risolvente, come appunto il VistaVision.

## Caratteristiche tecniche

Figura 1 - Pellicola in VistaVision

Nel VistaVision, la ripresa veniva effettuata con una cinepresa in cui la pellicola scorreva orizzontalmente e in cui il fotogramma, anche disposto orizzontalmente, aveva le dimensioni di 38 mm x 25 mm (cioè una superficie più che doppia di quella del fotogramma dei film muti, che misurava 24 mm x 18 mm), con un rapporto larghezza-altezza di circa 1,58:1. Con l'uso di opportuni mascherini in proiezione (che "tagliavano via" due strisce di fotogramma in alto e in basso), il VistaVision venne usato con i rapporti larghezza-altezza: 1,66:1 (il formato inizialmente adottato dalla Paramount), 1,85:1 e 2:1.
Inoltre questo formato utilizza 8 perforazioni sulla pellicola.
Nei mirini delle cineprese VistaVision normalmente erano presenti delle cornicette che consentivano all'operatore di riprendere le scene tenendo conto di come sarebbero apparse in proiezione ai vari rapporti larghezza-altezza. Usualmente i registi richiedevano che le riprese fossero effettuate considerando un rapporto in proiezione di 1.66:1, dato che in questo caso, anche se il film fosse stato proiettato ai rapporti 1,85:1 o 2:1, il risultato sarebbe stato soddisfacente. Inoltre anche una proiezione nel formato Academy Standard (in questo caso tagliando via due strisce laterali del fotogramma) sarebbe stata comunque accettabile. Non tutti i registi seguirono però questa strada: ad esempio Alfred Hitchcock girò Vertigo (1958), che in Italia uscì col titolo La donna che visse due volte, assumendo che il film sarebbe stato proiettato con un rapporto fra i lati di 1,85:1.

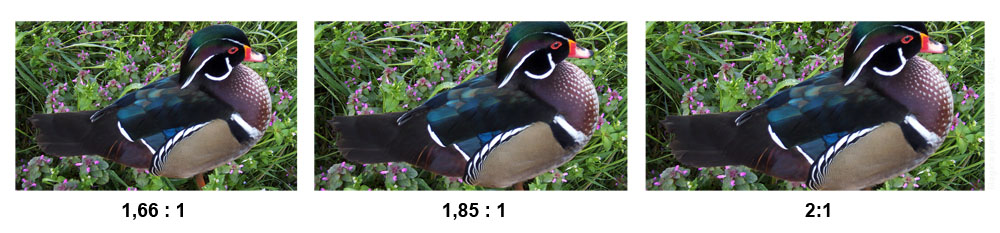
Figura 2 - Uno stesso fotogramma proiettato con i seguenti rapporti larghezza-altezza: 1,66:1 1,85:1 2:1

Mentre la ripresa sfruttava questo fotogramma "maggiorato", la stampa del positivo da proiezione avveniva di solito sempre su pellicola 35 mm, ma col fotogramma ruotato di 90 gradi e ridotto otticamente affinché avesse una larghezza di 22 mm (il formato massimo 38 mm x 25 mm veniva quindi ridotto a circa 22 mm x 14 mm).
Il fotogramma sul positivo aveva quindi un'altezza minore di quella del fotogramma Academy Standard (14 mm anziché 16 mm, con uno spazio fra i fotogrammi di 5 mm anziché di 3 mm), ma per la proiezione bastava solo applicare un opportuno mascherino a un normale proiettore 35 mm, senza dover usare lenti anamorfiche. Il fatto poi che il negativo avesse una superficie circa tripla rispetto a quella del positivo permetteva riprese con una definizione molto alta, che poteva essere trasferita sul positivo (le pellicole negative dell'epoca usate per le riprese avevano una definizione di circa 100 linee/mm, mentre quelle positive da proiezione raggiungevano facilmente le 250 linee/mm) e che consentiva anche la proiezione su grande schermo senza perdita di definizione.
Naturalmente era possibile, anche se non era la regola, ottenere una stampa a 35 mm anamorfizzata, come se il film fosse stato girato, ad esempio, in Cinemascope o in anamorfico Panavision.
Era poi possibile stampare il negativo per contatto su un positivo 35 mm a scorrimento orizzontale e con fotogrammi orizzontali, che ovviamente richiedeva un proiettore opportuno.
Film girati in VistaVision sono anche stati stampati su positivi a 70 mm: ad esempio la versione restaurata nel 1996 di Vertigo o il più recente The Brutalist di Brady Corbet.

## L'uso con il colore

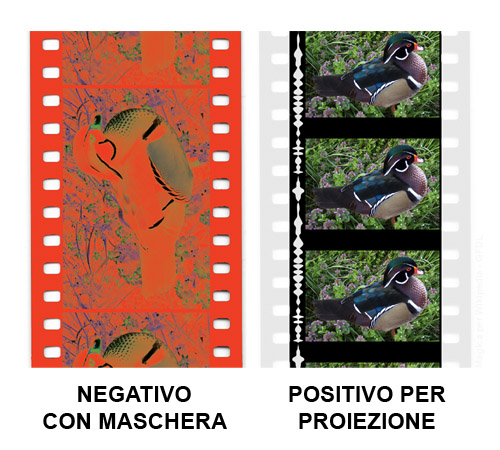
Figura 3 - Negativo a colori con maschera e positivo per proiezione

Benché il procedimento VistaVision si potesse benissimo usare (e sia stato usato, anche se molto raramente) per film in bianco e nero, esso resta indissolubilmente legato all'uso del colore (nel citato Vertigo, Hitchcock ne fece un uso sapientissimo) o, per essere più precisi, del Technicolor Process 5, introdotto dalla Technicolor nella metà degli anni '50, che proprio allora stava sostituendo il glorioso Technicolor Process 4 (quello che, a partire dal 1932, aveva reso famoso la Technicolor come "The greatest name in color").
Il nuovo procedimento non richiedeva più l'uso, in ripresa, di tre negativi di selezione in bianco e nero (e quindi cineprese piuttosto complesse), ma si basava su un unico negativo a colori con maschera (a quei tempi il solo negativo Eastmancolor della Eastman Kodak, dato che era l'unico disponibile). Tuttavia col procedimento precedente condivideva il sistema di stampa del positivo da proiezione, simile a quello della stampa litografica. Questo sistema a "trasferimento di colorante" faceva uso di tre pellicole in rilievo, che fungevano da matrici, ciascuna delle quali veniva imbibita con un colorante di uno dei tre colori primari sottrattivi (cìano, magenta e giallo) prima di essere stampata sul positivo.
Nella figura 3 sono mostrati un negativo VistaVision a colori con maschera e il relativo positivo per proiezione.
Il neonato VistaVision adottò il Technicolor Process 5 poiché questo sistema consentiva di non usare cineprese mastodontiche e complicatissime (se si fossero usati tre negativi in bianco e nero, il metraggio di pellicola sarebbe stato enorme, data la grandezza del fotogramma) e tuttavia ottenere positivi di altissima qualità e di lunghissima durata che solo con la stampa a trasferimento del Technicolor erano possibili. Per inciso, prima che venissero costruite ex novo cineprese VistaVision, furono usate cineprese Technicolor modificate, progettate originariamente per il Technicolor Process 3 (un sistema a sintesi sottrattiva a due
colori nato nel 1928 e già da anni abbandonato) o per il Technicolor Process 4.

## Declino del sistema
Il VistaVision è stato utilizzato dalla LucasFilm negli anni settanta per l'elaborazione di effetti speciali. La maggiore superficie del negativo era un punto a favore di questa tecnica, e permetteva di compensare una certa degradazione dovuta alle stampe successive richieste dalle immagini a più livelli.
Nonostante questo, il sistema divenne obsoleto quando si resero disponibili cineprese, ottiche e pellicole migliori nel passo standard a 4 perforazioni, che avevano inoltre il vantaggio di minimizzare i costi dei procedimenti di laboratorio.